# Arctia splendens
Arctia splendens là một loài bướm đêm thuộc phân họ Arctiinae, họ Erebidae.